# Charles Pourny
Pour les articles homonymes, voir Pourny.
Charles Antoine Pourny, né le 5 juillet 1839 à Lyon et mort le 25 septembre 1905 dans le 17e arrondissement de Paris, est un compositeur de musique français, spécialisé dans l'opérette et les chansons de café-concert.

## Biographie

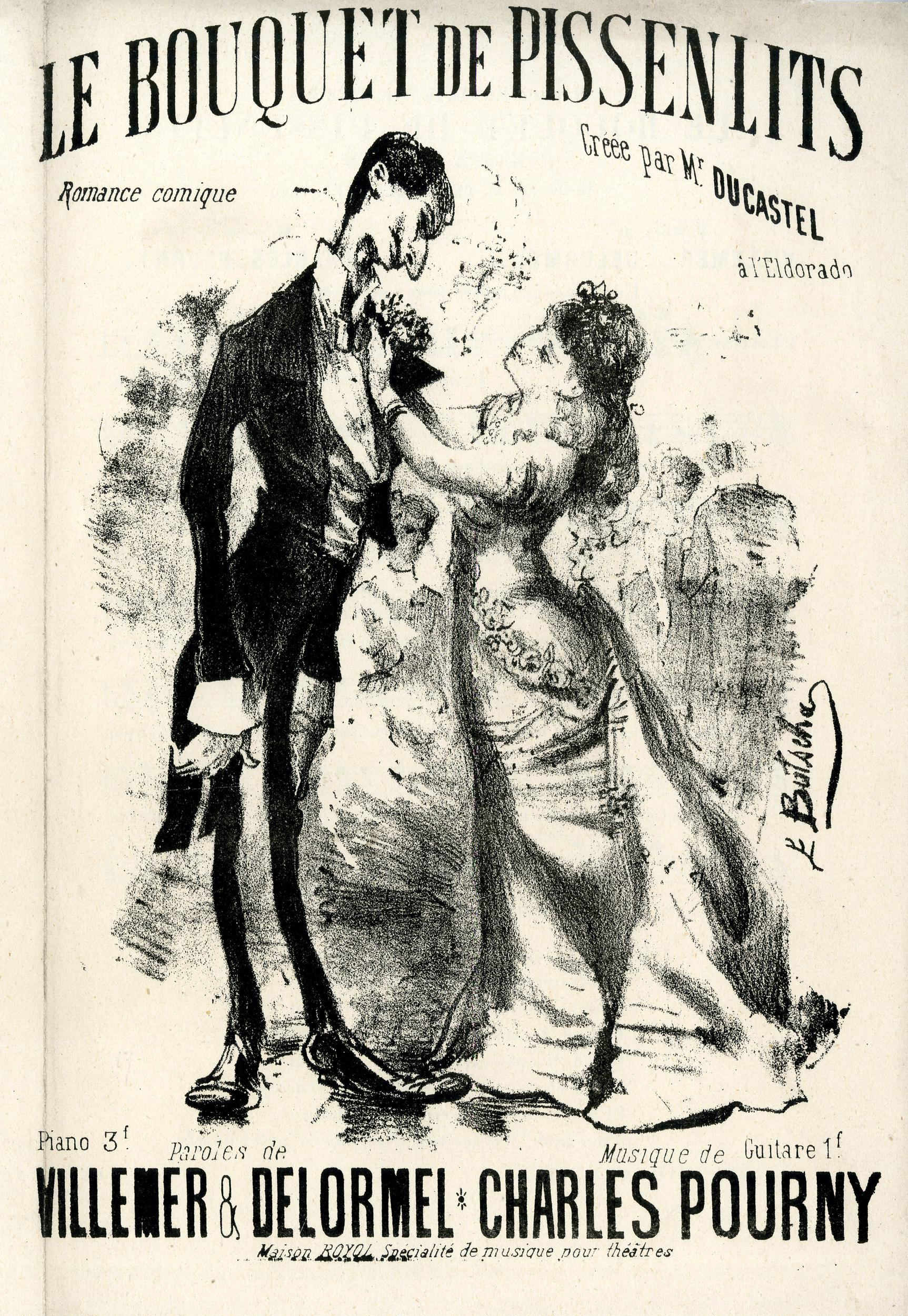
Le Bouquet de Pissenlits, paroles de Gaston Villemer et Lucien Delormel, musique de Charles Pourny, 1877

Fils d'un couple de marchands de musique lyonnais, Charles Pourny s'établit à Paris.
Datées de 1856, ses premières partitions répertoriées attestent de son don précoce pour la création musicale. 
En 1870, ses témoins de mariage sont le chansonnier Félix Baumaine et l'éditeur de musique Isidore Cartereau.
Charles Pourny compose des airs d'opérette, des pièces pour piano et de nombreuses chansons de café-concert. 
Aussi à l'aise dans le genre romantique que dans la chansonnette comique, il met ses partitions au service de nombreux paroliers en vogue : Félix Baumaine, Charles Blondelet, Lucien Delormel, Louis Gabillaud, Émile Carré, Octave Pradels, Gaston Villemer, Jean-Baptiste Coignet, Georges Dorfeuil, Arthur Lamy, Léon Laroche, Abel Marlette, Camille Soubise, etc.
Sa fille épousa le dessinateur et affichiste Hyacinthe Royet.
Ses dernières compositions datent de 1903.

## Opérettes
- Mazeppa, opéra bouffe en 3 actes sur un livret de Henri Chabrillat, créé le 7 septembre 1872 à Paris au théâtre des Folies-Dramatiques.
- Le gilet de flanelle, paroles de Félix Savard et Gustave Sauger, opérette en un acte créée en 1877 à Paris dans la salle de l'Eldorado.
- Mirza la bohémienne, saynète à 3 personnages, paroles de Dumontal et Amédée Burion, 1879.
- Les trois servantes, ou Le complot des cordons bleus, livret de E. D. Morello, 1881.
- Les Secrets de la baronne, opérette en 1 acte pour pensionnats de demoiselles, paroles de Marie Vernet, 1891.
- Les Locataires de Madame Brisepin, opérette en 1 acte pour pensionnats de demoiselles, paroles de E. D. Morello, 1891.
- Le Frère de lait, opérette en 1 acte, paroles de B. Lebreton et H. Moreau, 1893.
- Une bonne qui ronfle, opérette en 1 acte, paroles de Marie Vernet, 1893.
- Le Jour de l'an de madame Durand, opérette en 1 acte à 8 personnages, paroles de Marie Vernet, 1893.
- Les Etrennes de Barbichon, opérette en 1 acte à 8 personnages, paroles de Marie Vernet, 1893.
- Les Chaussons de miss Bésicle, opérette en 1 acte pour jeunes filles, paroles de Eugène Leclerc, 1896.
- La Tour de Babel, opérette, paroles de L. Préauber et Amédée Burion, 1900.
- La Loterie de Perquanco, opérette en 1 acte à 8 personnages, paroles de Marie Vernet, 1900.
- Un voyage à la mer, opérette en 1 acte, paroles de Ernest Reuxel, 1903.
- Une tante mélomane, opérette en 1 acte, paroles de Ernest Reuxel, 1903.